# روث توماس (روائية)
روث توماس (بالإنجليزية: Ruth Thomas)‏ (7 يوليو 1967 في المملكة المتحدة)؛ روائية بريطانية. درست في جامعة إدنبرة.